# Municipio de Zoquiapan
El municipio de Zoquiapan es uno de los 217 municipios en que se divide el estado mexicano de Puebla. Se localiza en el noreste del territorio del estado. La cabecera del municipio es Zoquiapan.[cita requerida]

## Toponimia
El topónimo Zoquiapan deriva de las raíces nahuas zóquitl=lodo, atl=agua, y -pan=sobre. Por lo tanto, puede traducirse aproximadamente como Lugar sobre las aguas lodosas.

## Geografía
Zoquiapan tiene una superficie de 22,96 km²; que lo ubican como uno de los más pequeños del estado de Puebla. Limita al norte con Jonotla; al este, con Cuetzalan del Progreso; al sur, con Nauzontla y Xochitlán de Vicente Suárez; y al poniente, con Zapotitlán de Méndez y Atlequizayán. Zoquiapan tiene un segundo territorio hacia el norte, el cual limita al este con Ayotoxco de Guerrero.